# Padria
Padria ist eines der ältesten Dörfer in der Metropolitanstadt Sassari auf Sardinien mit 585 Einwohnern (Stand 31. Dezember 2023). Es liegt in einem fruchtbaren Gebiet des Lougo d’Oro in einem großen Tal umgeben vom Temo und seinen Nebenflüssen, in der Nähe des Berges Minerva.
Die von der punischen Epoche bis in die heutige Zeit durchgehende Besiedlung der Stadt, die als das römische Gurulis Vetus identifiziert ist, und vom griechischen Geografen Ptolemäus als Gouroulis Palaia zitiert wird, bezeugt das hohe Alter.
Durch das Gebiet verliefen die Wegeverbindungen zwischen der Westküste (Bosa) und dem Hinterland. Als Beleg dienen die Reste der römischen Brücken, Ponte Ettòri, Ponte Ulumu und Ponte Enas (die letzteren im Gebiet von Bosa).
Ponte Ettòri liegt am Fluss Temo, 6 Kilometer westlich vom Dorf an der alten Straße nach Montresta. Man erreicht sie auf einer kleinen Abzweigung auf einer Nebenstraße, die zum Denkmal führt. Von der ursprünglich 38 m langen Brücke sind noch 2 der 5 Bögen sowie die Laibung und ein Teil der Innenlaibung eines weiteren Bogens am gegenüberliegenden Ufer erhalten.
Das heutige Dorf zählt 763 Einwohner (Stand am 31. März 2006) und ist 176 km von Cagliari und 58 km von Sassari entfernt. Die unmittelbaren Nachbargemeinden sind: Mara und Pozzomaggiore. Etwas entfernter liegen Bosa (OR), Cossoine, Monteleone Rocca Doria, Romana, Macomer und Villanova Monteleone.
Das Dorf, vermutlich auch sein römischer Kern, liegt südöstlich von drei kleinen Hügeln aus Basaltgestein mit den Namen St. Paolo, St. Pietro und St. Giuseppe. Südlich des Dorfes liegen die Domus de Janas von Chirisconis.
- Die Pfarrkirche Santa Giulia[2]

ist die eigentliche Sehenswürdigkeit in Padria. Das Gotteshaus im Stil der katalanischen Gotik wurde im Jahre 1520 eingeweiht. Die schlichte Fassade ist durch ein Schmuckfries in zwei Zonen geteilt. In der unteren befindet sich das mit Lilien geschmückte Portal und in der oberen ein Oculus mit hexagonalem Maßwerk. Im Hauptschiff sind durch einen gläsernen Fußboden die freigelegten Reste von Vorgängerbauten aus spätrömischer, byzantinischer Zeit und aus dem Mittelalter zu sehen. Die Kapitelle der Seitenpilaster sind mit Darstellungen von Engeln, Tieren und Musikanten geschmückt.

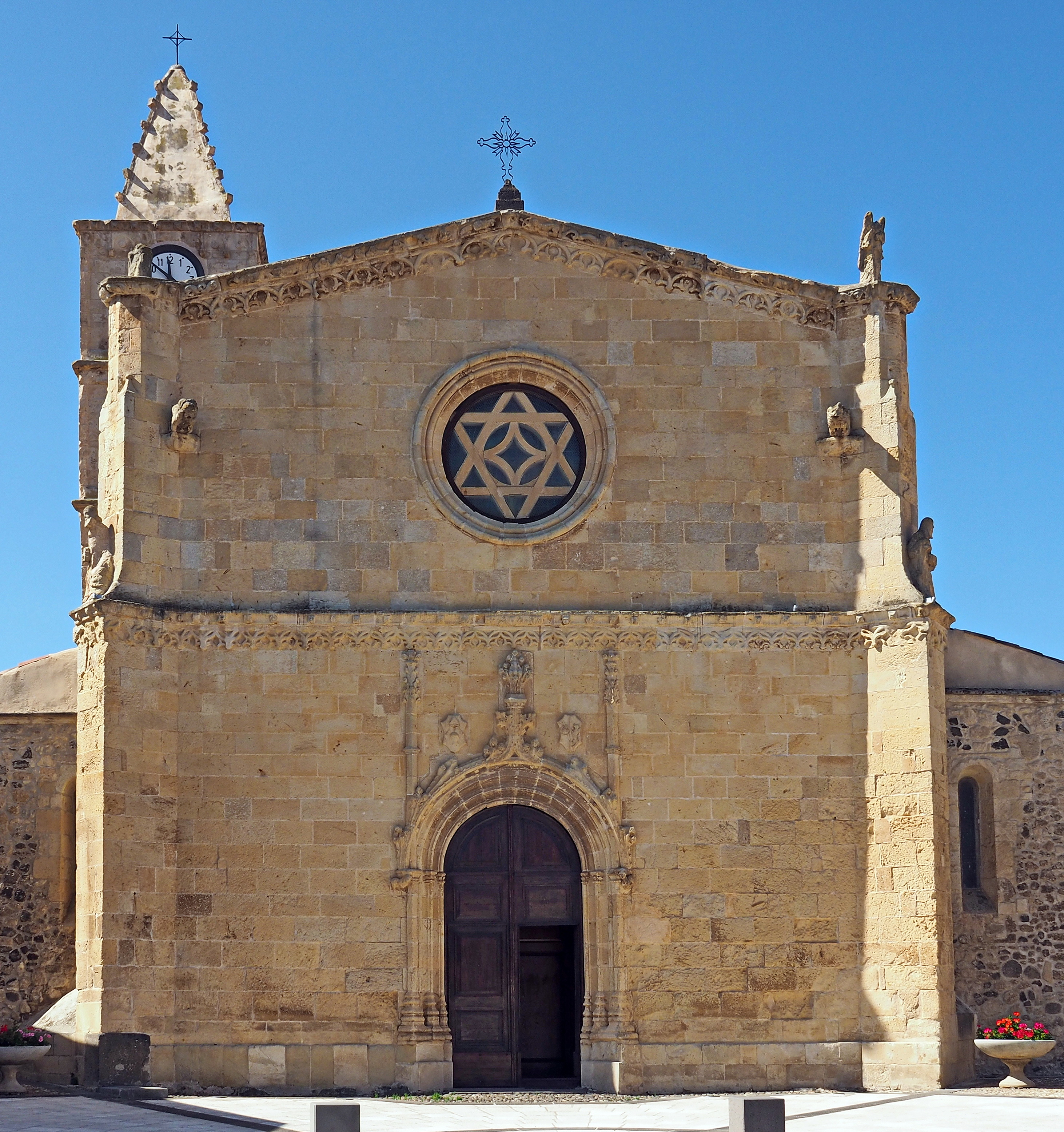
Santa Giulia; Fassade
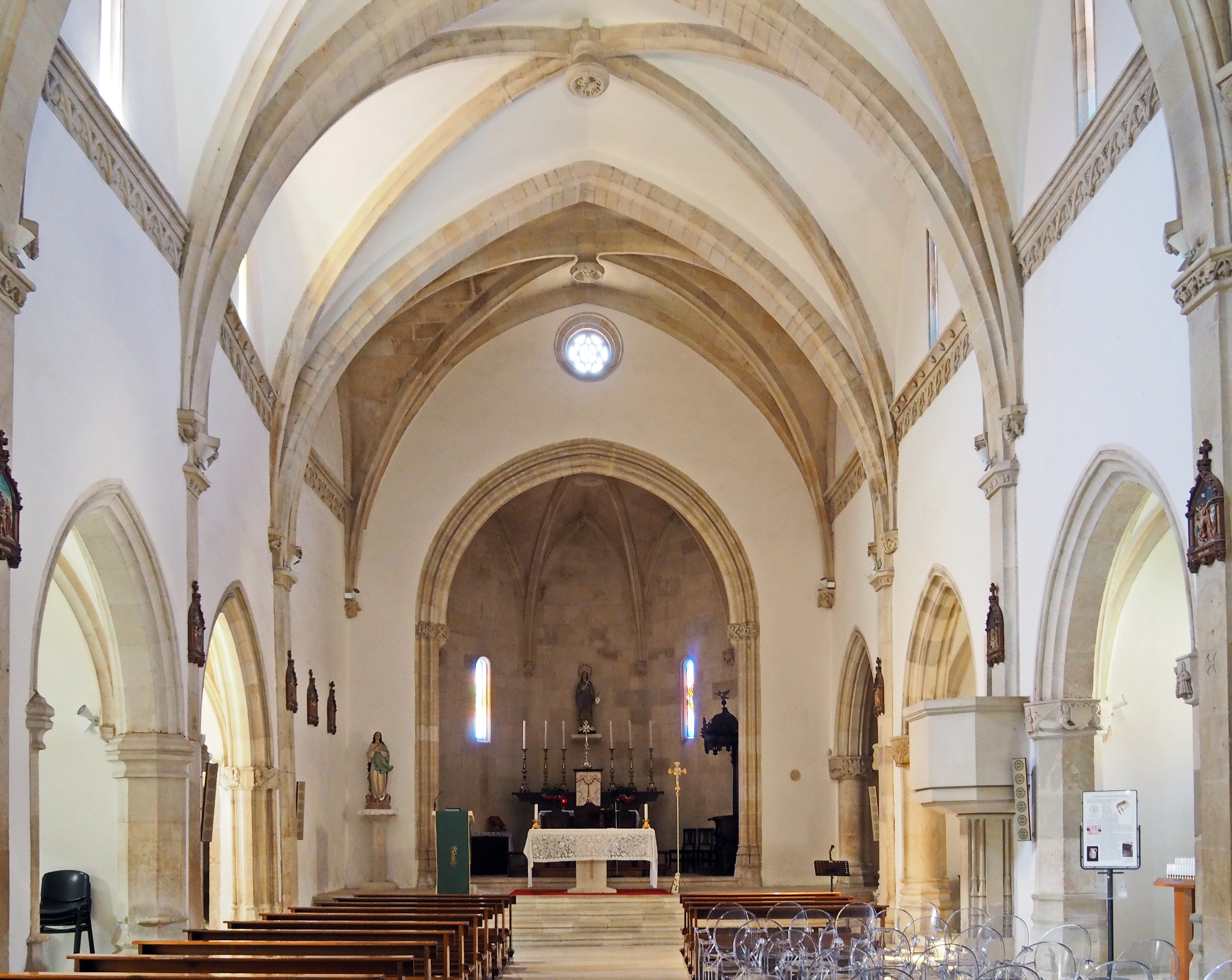
Santa Giulia; Hauptschiff